# Ásgeirsson
Ásgeirsson ist ein männlicher isländischer Name.

## Bedeutung
Der Name ist ein Patronym und bedeutet Ásgeirs Sohn. Die weibliche Entsprechung ist Ásgeirsdóttir (Ásgeirs Tochter).

## Namensträger
- Ágúst Ásgeirsson (* 1952), isländischer Leichtathlet
- Ásgeir Ásgeirsson (1894–1972), isländischer Politiker
- Ásgeir Ásgeirsson (* 1972), isländischer Snookerspieler
- Einar Þorsteinn Ásgeirsson (1942–2015), isländischer Architekt, siehe Einar Thorsteinn
- Elvar Ásgeirsson (* 1994), isländischer Handballspieler
- Jónas Þórarinn Ásgeirsson (1920–1996), isländischer Skispringer
- Magnús Ásgeirsson (1901–1955), isländischer Lyriker und Übersetzer
- Sturla Ásgeirsson (* 1980), isländischer Handballspieler